# 激動戰士MAN勃哥
《激動戰士MAN勃哥》是一部2011年加拿大科幻動作片，由史蒂芬·卡斯坦斯基執導和監製，並與傑瑞米·吉萊斯皮共同編劇。本片為Astron-6製作，在片中仿效了1980年代的拙劣畫面和特效。
該片於2011年9月22日在奇幻電影節上首映。

## 劇情
故事敘述當地球遭到來自地獄的惡魔大軍入侵後，人類文明崩潰，使得地球遭到地獄的惡魔大軍們佔領。一名在戰場上的士兵遭敵方將領重傷後倖存，醒來的他竟成為了半人半機器的生化改造人「MAN勃哥」，但地球則已成為了惡魔的統治地；這使得MAN勃哥必須聯手飛刀女、雙槍男及功夫高手一同在地獄城中殺出重圍。

## 演員
- 馬修·甘迺迪 飾 MAN勃哥（Manborg）
- 亞當·布魯克 飾 德庫倫伯爵 / 史科皮博士（Count Draculon / Dr Scorpious）
- 梅瑞迪絲·史溫妮 飾 米娜（Mina）
- 康納·史威尼 飾 賈斯提（Justice）
- 路德維希·李 飾 一號男（#1 Man）
  - 凱爾·赫伯特（英语：Kyle Hebert） 配音 一號男
- 傑瑞米·吉萊斯皮 飾 男爵
- 安德莉·卡拉 飾 影梅加（Shadow Mega）
- 麥克·卡斯坦斯基 飾 小傢伙

## 製作
電影的製作開始於2009年，花了大約一年來拍攝，後花了兩年來後製。電影大多數的場景主要以色鍵來完成。

## 外部連結
- 官方网站
- 互联网电影数据库（IMDb）上《激動戰士MAN勃哥》的资料（英文）